# 宮下裕美
宮下 裕美（みやした ゆみ、1986年2月21日 - ）は、日本のタレント、グラビアアイドルである。
東京都出身。フォース・エージェント・エンターテイメント所属。趣味はゴルフとネイルアート。

## 出演

### テレビ
- ビキスポ！（スカパー! MONDO21）2010年8月6日よりO.A 美少女チーム

### 映画
- 2010年　劇場公開映画「巨乳刑事（仮）」　メインキャスト
- 2011年全国劇場公開映画「彩愛」早瀬洋美役

## 作品

### DVD
1. MY GIRL（2010年6月20日、ラインコミュニケーションズ）
2. MY GIRL 2（2010年9月20日、ラインコミュニケーションズ）

## 書籍

### 雑誌
- エキサイティングマックス（2010年8月号、ぶんか社）
- 週刊実話（2010年7月15日 No26）
- aqua（2010年8月号）
- 金のEX（2010年8月号、大洋書房）
- エキサイティングマックス（2010年9月号、ぶんか社）